# Rhodostrophia separata
Rhodostrophia separata är en fjärilsart som beskrevs av Thierry-mieg 1889. Rhodostrophia separata ingår i släktet Rhodostrophia och familjen mätare. Inga underarter finns listade.